# Kova
Kova (rusky Кова) je řeka v Irkutské oblasti a v Krasnojarském kraji v Rusku. Je dlouhá 452 km. Plocha povodí měří 11 700 km².

## Průběh toku
Na středním toku a nedaleko ústí vytváří těžko průchodné peřeje. Ústí zleva do Angary (povodí Jeniseje).

## Vodní režim
Zdrojem vody jsou dešťové a sněhové srážky. Průměrný roční průtok vody ve vzdálenosti 66 km od ústí činí 45 m³/s.